# Rebildfesten 4. juli 1948
Rebildfesten 4. juli 1948 er en dokumentaroptagelse instrueret af Poul Bang.

## Handling
Reportagefilm om Rebildfesten. Man får brudstykker af statsminister Hans Hedtofts tale, ambassadør Marvels, redaktør Roger Riis' og Jean Hersholts taler. Kongens tale bringes i sin fulde ordlyd.